# Joakim Lindström
Joakim Lindström (* 5. Dezember 1983 in Skellefteå) ist ein ehemaliger schwedischer Eishockeyspieler, der im Verlauf seiner aktiven Karriere zwischen 1999 und 2023 unter anderem über 800 Spiele für MODO Hockey und den Skellefteå AIK in der Elitserien bzw. Svenska Hockeyligan (SHL) auf der Position des Centers bestritten hat. Zudem absolvierte Lindström unter anderem 150 Partien für die Columbus Blue Jackets, Phoenix Coyotes, Colorado Avalanche, St. Louis Blues und Toronto Maple Leafs in der National Hockey League (NHL).

## Karriere
Lindström begann seine Profikarriere bei MODO Hockey, bei dem er bis 2005 aktiv war und 2002 schwedischer Vizemeister wurde. Während dieser Zeit spielte der junge Stürmer leihweise für IF Troja-Ljungby, Örnsköldsviks SK sowie IF Sundsvall Hockey in der zweitklassigen Allsvenskan und wurde er beim NHL Entry Draft 2002 von den Columbus Blue Jackets in der zweiten Runde an insgesamt 41. Position ausgewählt. Seine ersten Einsätze in Nordamerika hatte er am Ende der Saison 2004/05, als er für Columbus’ Farmteam, die Syracuse Crunch, in der American Hockey League (AHL) aufs Eis ging. Bei den Blue Jackets konnte sich der Stürmer nicht durchsetzen, in drei Spielzeiten bei dem Franchise aus Ohio kam Lindström auf 37 Einsätze, bei denen er vier Tore und insgesamt acht Scorerpunkte erzielte.
Lindström wurde am 15. Juli 2008 zu den Anaheim Ducks transferiert. Für die Ducks kam er jedoch nicht zum Einsatz, sondern spielte für deren Farmteam Iowa Chops in der AHL. Im Oktober 2008 setzten ihn die Kalifornier auf die Waiver-Liste, von der Lindström am 3. Oktober von den Chicago Blackhawks ausgewählt wurde. Diese setzten den Stürmer wenige Tage später ebenfalls auf die Waiver-Liste, sodass er erneut von den Anaheim Ducks ausgewählt und ins Farmteam zu den Iowa Chops geschickt wurde. Nach 21 Partien für die Chops wurde Lindström von den Anaheim Ducks im Tausch gegen Logan Stephenson an die Phoenix Coyotes abgegeben. Bei den Coyotes gelang Lindström der Sprung in das NHL-Team, der Center absolvierte in der Saison 2008/09 44 Partien für das Franchise aus Arizona, dabei erzielte er 20 Punkte. Der auslaufende Vertrag des Schweden wurde jedoch nicht verlängert.

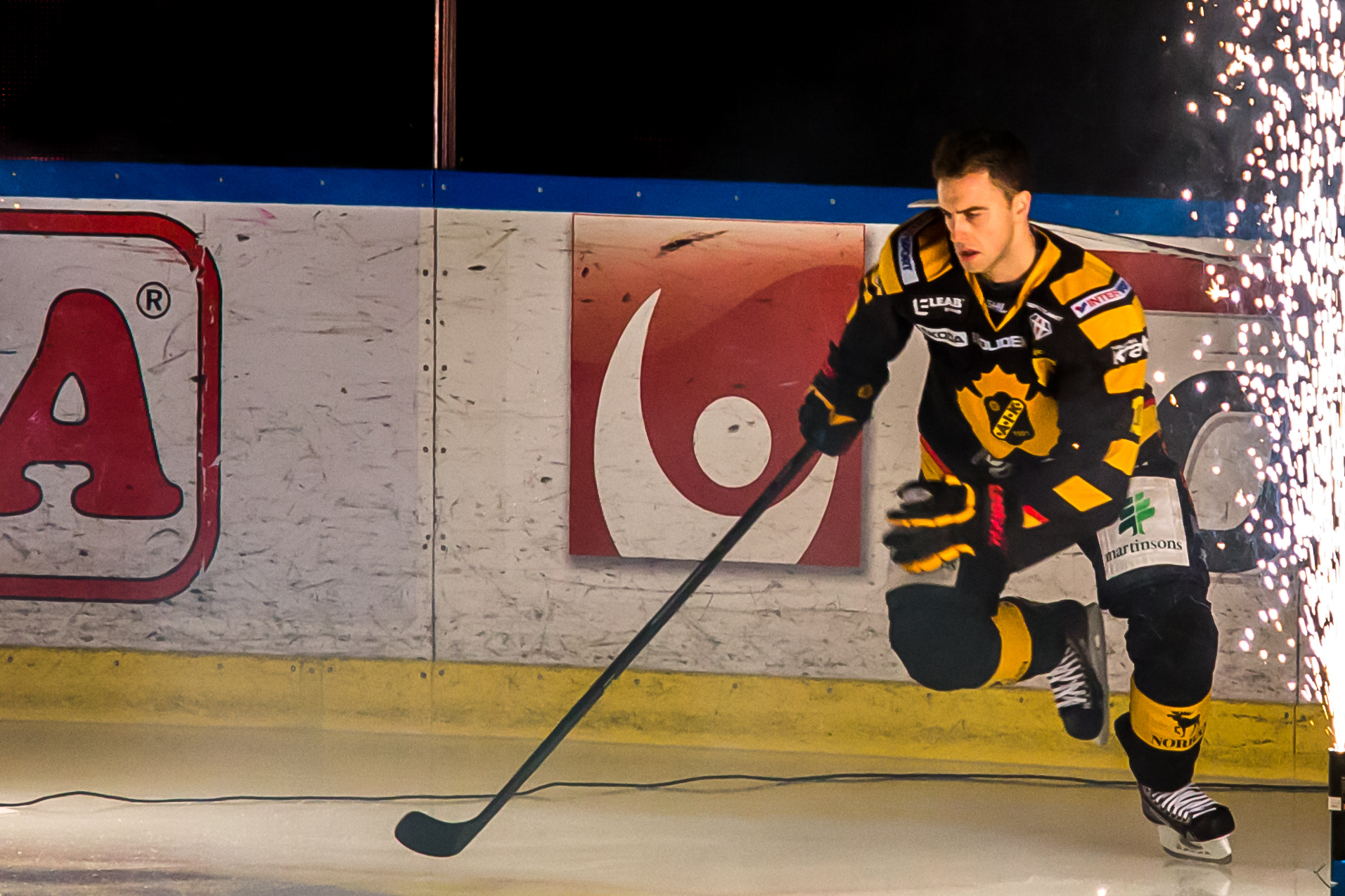
Lindström im Trikot von Skellefteå AIK

Nach einer Spielzeit bei Torpedo Nischni Nowgorod in der Kontinentalen Hockey-Liga (KHL) unterschrieb Lindström zur Saison 2010/11 einen Zweijahresvertrag bei seinem Heimatverein Skellefteå AIK, für den er bereits während seiner Jugendzeit bis 1999 spielte. Am Ende dieser Spielzeit war Lindström mit 28 Toren und insgesamt 60 Scorerpunkte in 54 Partien punktbester Spieler der Liga. In den Play-offs verlor Skellefteå die Finalrunde gegen Färjestad BK.
Am 15. Juni 2011 unterschrieb Lindström einen Einjahresvertrag bei der Colorado Avalanche aus der National Hockey League. Nachdem ihn die Avs am 29. November 2011 auf die Waiver-Liste gesetzt hatten und der Schwede von keinem Team ausgewählt worden war, kehrte er Anfang Dezember 2011 in seine Heimat zu Skellefteå AIK zurück. 2013 unterschrieb er einen Fünfjahresvertrag beim Skellefteå AIK. Nachdem er mit Skellefteå AIK in der Saison 2013/14 den Titel gewonnen hatte und selbst mit der Stefan Liv Memorial Trophy  und dem Guldhjälmen ausgezeichnet worden war, nahmen ihn die St. Louis Blues im Mai 2014 unter Vertrag. Bereits im März 2015 wechselte der Schwede allerdings samt einem erfolgsabhängigen Sechstrunden-Wahlrecht für den NHL Entry Draft 2016 zu den Toronto Maple Leafs, die im Gegenzug Olli Jokinen an die Blues abgaben. Lindström beendete die Saison in Toronto, unterzeichnete am 1. Mai 2015 einen Vertrag beim SKA Sankt Petersburg und kehrte somit leihweise in die KHL zurück. Nach Ende der Saison 2015/16 kehrte er zum Skellefteå AIK zurück, für den er bis zum Ende der Spielzeit 2022/23 auflief und zum Ende seiner aktiven Laufbahn Vizemeister wurde. Während seiner zuletzt sieben Jahre bei Skellefteå gewann er zweimal den Guldhjälmen.

### International
Lindström spielte für die schwedische Nationalmannschaft bei der U18-Junioren-Weltmeisterschaft 2001 sowie bei der U20-Junioren-Weltmeisterschaft 2003. Bei beiden Wettbewerben blieben die Schweden ohne Medaillengewinn. Mit der A-Nationalmannschaft trat der Stürmer bei den Weltmeisterschaften der Jahre 2014 und 2015 an, wobei er im Jahr 2014 die Bronzemedaille mit nach Hause nahm. Drei Jahre später gehörte er zudem zum Aufgebot bei den Olympischen Winterspielen 2018 im südkoreanischen Pyeongchang.

## Erfolge und Auszeichnungen
| - 2000 Schwedischer U18-Junioren-Vizemeister mit MODO Hockey J18 - 2001 Schwedischer U18-Junioren-Vizemeister mit MODO Hockey J18 - 2002 Schwedischer Vizemeister mit MODO Hockey - 2008 Teilnahme am AHL All-Star Classic - 2011 Schwedischer Vizemeister mit Skellefteå AIK - 2011 Topscorer der Elitserien - 2011 Elitserien All-Star-Team - 2012 Schwedischer Vizemeister mit Skellefteå AIK - 2013 Schwedischer Meister mit Skellefteå AIK | - 2014 Schwedischer Meister mit Skellefteå AIK - 2014 Guldhjälmen - 2014 Guldpucken - 2014 Stefan Liv Memorial Trophy - 2014 Peter Forsberg Trophy - 2017 Guldhjälmen - 2017 Topscorer der Svenska Hockeyligan - 2018 Schwedischer Vizemeister mit Skellefteå AIK - 2018 Guldhjälmen - 2023 Schwedischer Vizemeister mit Skellefteå AIK |

### International
- 2014 Bronzemedaille bei der Weltmeisterschaft

## Karrierestatistik

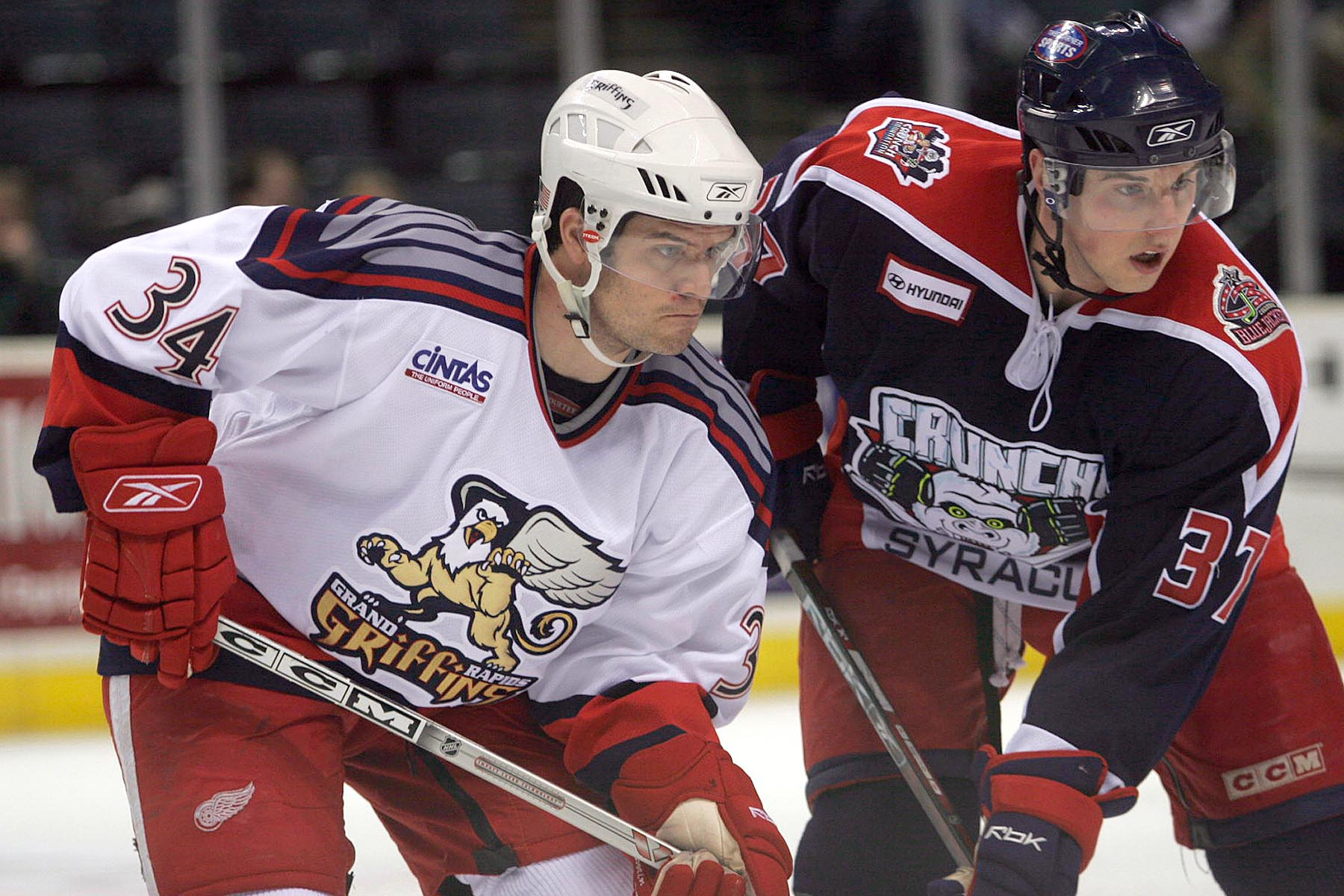
Lindström (rechts) im Duell mit Jeff Campbell

### International
Vertrat Schweden bei:
| - U18-Junioren-Weltmeisterschaft 2001 - U20-Junioren-Weltmeisterschaft 2003 - Weltmeisterschaft 2014 | - Weltmeisterschaft 2015 - Olympischen Winterspielen 2018 |

(Legende zur Spielerstatistik: Sp oder GP = absolvierte Spiele; T oder G = erzielte Tore; V oder A = erzielte Assists; Pkt oder Pts = erzielte Scorerpunkte; SM oder PIM = erhaltene Strafminuten; +/− = Plus/Minus-Bilanz; PP = erzielte Überzahltore; SH = erzielte Unterzahltore; GW = erzielte Siegtore; 1 Play-downs/Relegation; Kursiv: Statistik nicht vollständig)